# Sticharium
Sticharium is een geslacht van straalvinnige vissen uit de familie van beschubde slijmvissen (Clinidae).

## Soorten
- Sticharium clarkae George & Springer, 1980
- Sticharium dorsale Günther, 1867